# Địa chất đá phiến dầu

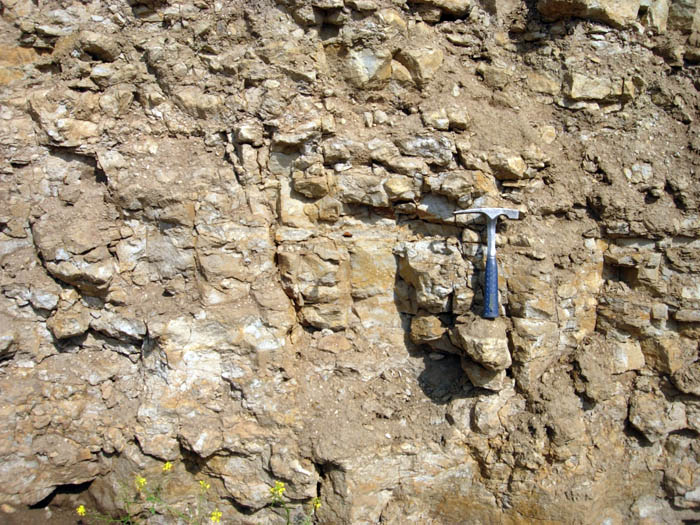
Điểm lộ đá phiến dầu kukersite Ordovician, bắc Estonia.

Địa chất đá phiến dầu là một nhánh của khoa học địa chất nghiên cứu về sự thành tạo và thành phần của đá phiến dầu– một loại đá trầm tích hạt mịn chứa kerogen, và thuộc nhóm nhiên liệu giàu chất hữu cơ.  Sự hình thành đá phiến dầu diễn ra trong nhiều kiểu môi trường trầm tích do đó thành phần của nó cũng có sự đa dạng. Các đá phiến dầu có thể được phân loại theo thành phần (khoáng vật cacbonat như canxit hoặc detrital cũng như thạch anh và sét) hoặc theo môi trường trầm tích (các hồ lớn, biển nông, và đầm phá/các hồ nhỏ). Hầu hết vật chất hữu cơ trong đá phiến dầu có nguồn gốc tảo, nhưng cũng có thể là xác của thực vật có mạch trên cạn. Có ba loại vật chất hữu cơ chính (maceral) trong đá phiến dầu là telalginit, lamalginit, và bituminit. Một số mỏ đá phiến dầu cũng chứa kim loại như vanadi, kẽm, đồng, urani.
Hầu hết các mỏ đá phiến dầu được hình thành vào Cambrian giữa, Ordovician sớm và giữa, Devonian muộn, Jurassic muộn, và Paleogene do các loại tảo trong đầm lầy bị phủ bởi các trầm tích trẻ hơn, làm cho các vật chất hữu cơ được được bảo tồn và sau đó chuyển biến thành kerogen bởi quá trình diagenetic.  Các mỏ đá phiến dầu rộng lớn được tìm thấy ở các phần bị vùi lấp của các hồ lớn như hệ tầng Green River thuộc Wyoming và Utah, Hoa Kỳ. Các mỏ đá phiến dầu được thành tạo trong môi trường biển nông của thềm lục địa thường mỏng hơn nhiều so với môi trường hồ lớn.

## Phân loại
Có nhiều cách phân loại đá phiến dầu khác nhau tùy thuộc vào hàm lượng khoáng vật chứa trong nó, loại kerogen, tuổi, lịch sử lắng đọng trầm tích, và nguồn gốc của các tổ hợp sinh vật. Các mỏ đá phiến dầu có tuổi từ kỷ Cambri đến đệ Tam. Thành phần thạch học dao động trong khoảng từ đá phiến sét đến macnơ và tất cả các đá cacbonat được hình thành từ hỗn hợp của các vật chất hữu cơ và vô cơ.

Đá phiến dầu được chia thành 3 nhóm dựa trên thành phần khoáng vật là đá phiến sét giàu cacbonat, đá phiến sét silic và đá phiến sét chứa than nến. Các đá phiến sét giàu cacbont được phân biệt theo tên gọi dựa vào hàm lượng khoáng vật cacbonat như canxit và dolomit. Có khoảng 20 loại khoáng vật cacbonat được tìm thấy trong đá phiến dầu, trong đó thành phần chính gồm authigenic hoặc diagentic. Đá phiến sét giàu cacbonat đặc biệt là các trần tích có nguồn gốc hồ, thường tạo thành các lớp giàu vật chất hữu cơ xen kẽ với các lớp giàu cacbonat. Các tích tụ này tạo thành các hệ tầng dễ bị phong hóa nên cũng khó khai thác bằng phương pháp ngoài hiện trường. Đá phiến silic thường có màu nâu sẫm hoặc đen. Chúng không giàu cacbonat nhưng chứa nhiều khoáng vật silic như thạch anh, fenspat, sét, đá lửa và opan. Đá phiến silic không giống như đá phiến cacbonat là nó cứng và khó bị phong hóa, và thích hợp khi khai thác bằng phương pháp ngoài hiện trường.  Đá phiến than nến thường có màu nâu sẫm hoặc đen do các vật chất hữu cơ bao quanh các hạt khoáng vật khác. Chúng thích hợp cho việc khai thác bằng phương pháp ngoài hiện trường.
Một cách phân loại khác theo loại kerogen tức dựa vào hàm lượng hydro, cacbon, và oxy của các vật chất hữu cơ nguyên thủy trong đá phiến dầu. Cách phân loại này được dựa trên "biểu đồ van Krevelen".  Cách phân loại đá phiến dầu được sử dụng nhiều nhất đã được Adrian C. Hutton, Đại học Wollongong phát triển trong khoảng thời gian 1987 và 1991, phù hợp với các thuật ngữ thạch học trong nghiên cứu về than. Theo cách phân loại này đá phiến dầu được chia theo môi trường ban đầu hình thành sinh khối như lục địa, hồ (trầm tích đáy hồ), hay biển (trầm tích đáy biển). Sơ đồ phân loại của Hutton đã chứng minh được tính hữu dụng trong việc ước tính thành phần và mức độ sinh dầu.
| Lục địa  | Hồ                | Biển                         |
| -------- | ----------------- | ---------------------------- |
| than nến | lamosit; torbanit | kukersit; tasmanit; marinite |

Than nến là một loại than có nguồn gốc lục địa màu nâu đến đen chứa nhiều hydro đôi khi có cấu tạo phiến sét, chứa nhựa cây, bào tử, sáp, các vật liệu cutin và corky có nguồn gốc thực vật có mạch từ lục địa cũng như có hàm lượng vitrinit và  inertinit thay đổi khác nhau. Đá phiến sét nguồn gốc hồ chứa Lamosite và Torbanite. Lamosite là loại đá phiến dầu có màu nâu sắc xám xanh và xám nâu đến xám tối, đen do chúng chứa phần lớn chất hữu cơ là lamalginite có nguồn gốc từ tảo sinh vật trôi nổi trong hồ. Torbanite được đặt theo tên của Torbane Hill ở Scotland, là loại đá phiến dầu có màu đen do chứa các vật chất hữu cơ có nguồn gốc Botryococcus giàu  lipid và liên quan đến các dạng tảo. Đá phiến sét biển có 3 dạng khác nhau: Kukersite, Tasmanite, và Marinite. Kukersite được đặt theo tên của Kukruse ở Estonia, là loại đá phiến sét biển chứa thành phần hữu cơ là telalginite có nguồn gốc từ tảo lục, Gloeocapsomorpha prisca. Tasmanite được đặt theo tên của Tasmania, là loại đá phiến sét biển chứa thành phần hữu cơ là telalginite có nguồn gốc chủ yếu từ tảo tasmanitid đơn bào ở biển. Marinite là loại đá phiến séy biển có màu xám đến xám tối, đen chứa chất hữu cơ chủ yếu là lamalginite và bituminite có nguồn gốc từ  phytoplankton ở biển với sự trộn lẫn của bitumen, telalginite, và vitrinite.

## Thành phần

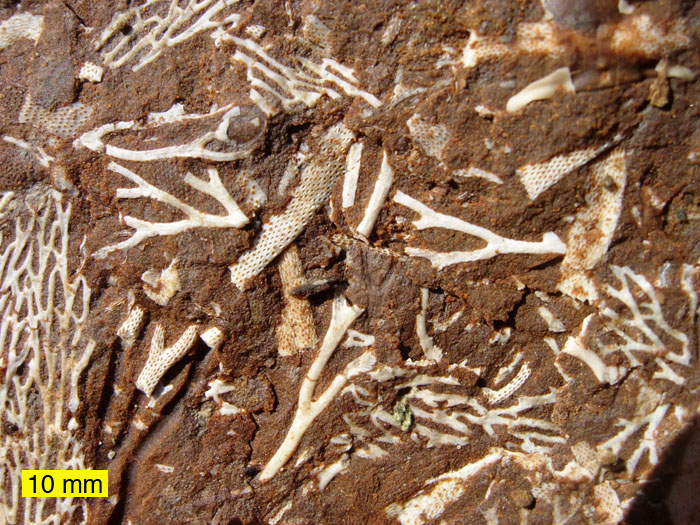
Hóa thạch trong đá phiến dầu kukersite kỷ Ordovic, bắc Estonia.

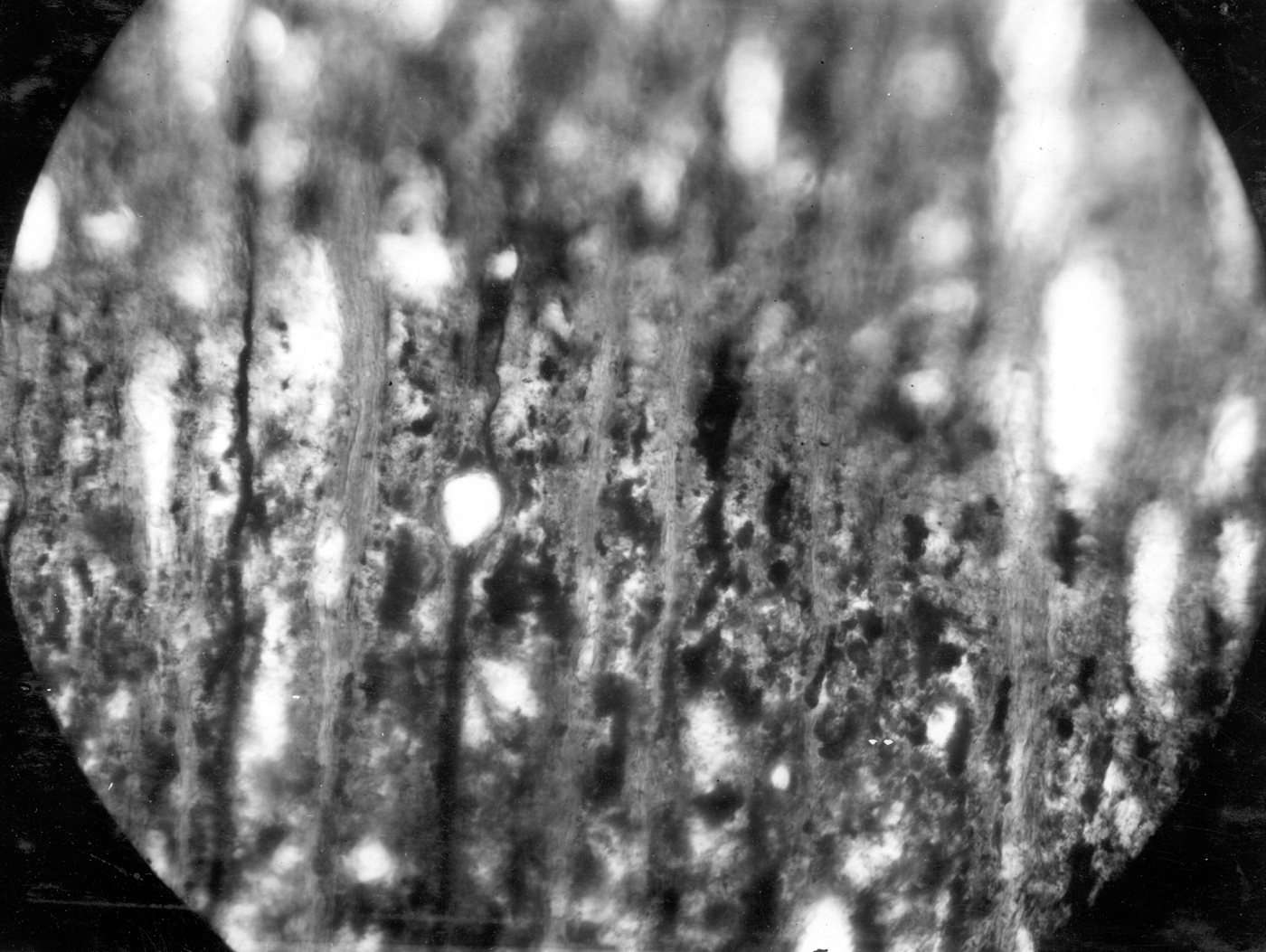
Hình chụp dưới kính hiển vi đá phiến dầu Colorado chứa nhiều varve. Tấm hữu cơ mỏng ở dạng tấm rất mịn.Tấm khoáng vật chứa chất hữu cơ, và có thể được phân biệt bởi dạng hạt thô hơn và dày hơn của chúng. Các hạt cát (màu trắng). Phóng đại 320.

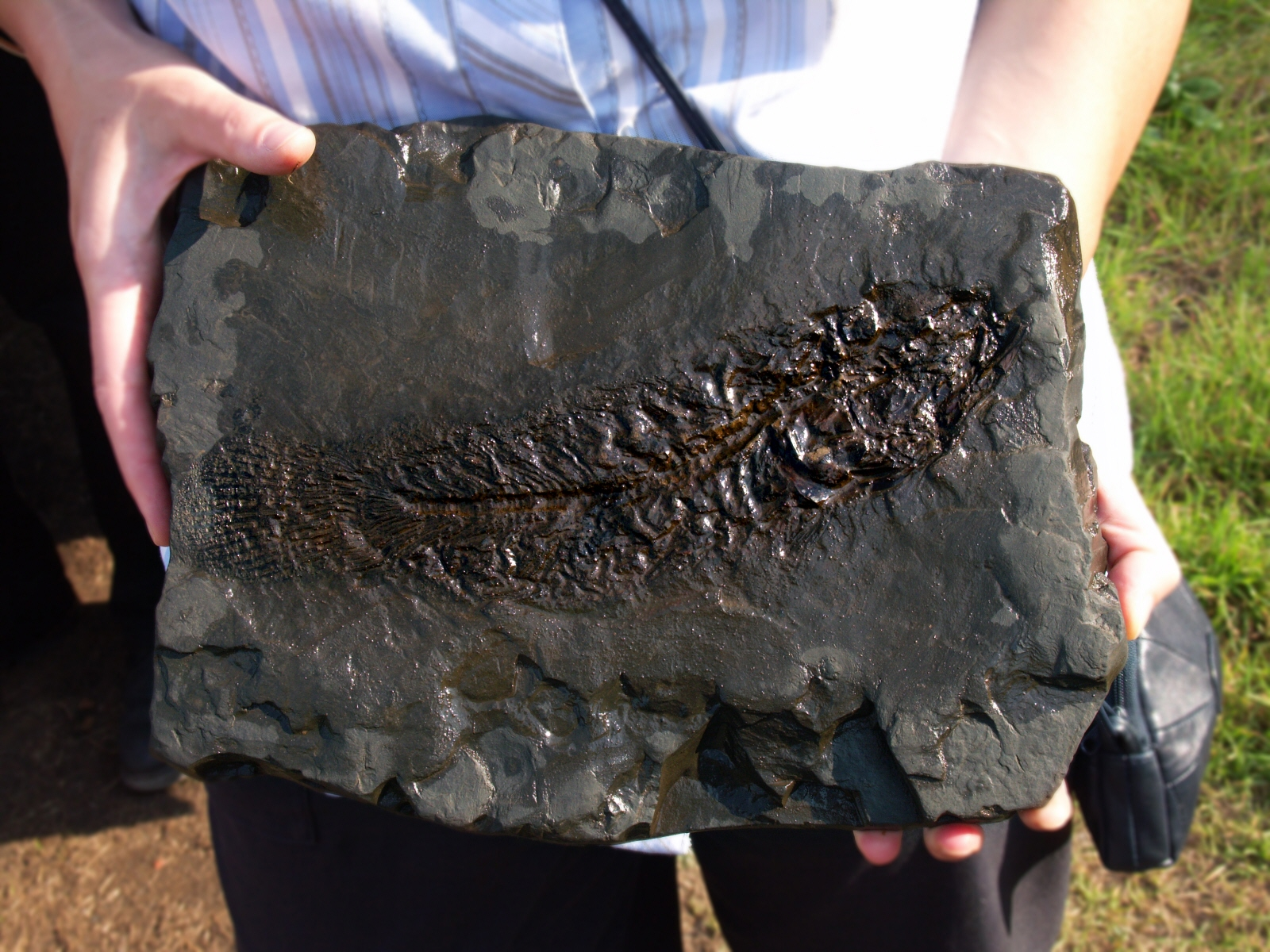
Hóa thạch trong đá phiến dầu từ mỏ than Messel, phía nam Frankfurt am Main, Đức.

Là một loại nhiên liệu sapropel, đá phiến dầu khác với các nhiên liệu humus về hàm lượng chất hữu cơ của nó thấp. Chất hữu cơ này có tỷ số hydro:cacbon khoảng 1,5 – gần tương đương với dầu thô và cao hơn than gấn 4-5 lần. Chất hữu cơ trong đá phiến dầu tạo thành một cấu trúc phân tử lớn phức tạp không tan trong các dung môi hữu cơ thông thường.  Nó là hỗn hợp của một số loại khoáng vật khác nhau. Đối với đá phiến dầu đạt chất lượng thương mại, tỷ số chất hữu cơ:khoáng vật khoảng 0,75:5 đến 1,5:5.
Thành phần chất hữu cơ trong đá phiến dầu bao gồm phần lớn ở dạng nền tiền bitum bitum, như xác tảo, bào tử, phấn hoa, thực vật cuticle và các mảnh vụn corky của cây thân thảo và thân gỗ, và mảnh vụn các tế bào có nguồn gốc hồ, biển và thực vật trên cạn.  Trong khi đá phiến dầu nguồn gốc lục địa chứa nhựa cây, bào tử và sáp cuticle, và các tế bảo của rễ và thân cây của các thực vật lục địa có mạch, Đá phiến dầu nguồn gốc hồ chứa chất hữu cơ giàu lipid có nguồn gốc từ tảo. Đá phiến dầu nguồn gốc biển chứa tảo biển, acritarch, và dinoflagellate biển. Chất hữu cơ trong đá phiến dầu cũng chứa lưu huỳnh hữu cơ (trung bình khoảng 1,8%) và một tỷ lệ thấp nitơ.
Có 3 lại chất hữu cơ chính (maceral) trong đá phiến dầu là telalginite, lamalginite, và bituminite. Telalginite được xác định là chất hữu cơ có cấu trúc bao gồm tảo đơn bào có thành dày như Botryococcus và Tasmanites. Lamalginite bao gồm tảo đơn bào có thành mỏng xuất hiện ở dạng tấm, nhưng thể hiện có ít hoặc không thể nhận ra cấu trúc sinh học. Dưới kính hiển vi, telalginite và lamalginite được nhận dạng rất dễ dàng bởi chúng phát màu vàng dưới ánh sáng huỳnh quang màu xanh dương hoặc tia tử ngoại. Bituminite phần lớn ở dạng vô định hình, không thể nhận ra cấu trúc sinh học, và thể hiện tính quỳnh quang tương đối thấp dưới kính hiển vi. Các thành phần hữu cơ khác như vitrinit và inertinit là các maceral có nguồn gốc từ chất humic của thực vật trên cạn. Các maceral này thường được tìm thấy với hàm lượng nhỏ trong hầu hết các loại đá phiến dầu.
Khoáng vật trong đá phiến dầu bao gồm silicat hạt mịn và khoáng vật cacbonat như  canxít, dolomit, siderit, thạch anh, rutil, Orthoclas, albit, anorthit, muscovit, amphibol, marcasit, limonit, thạch cao, nahcolit, dawsonit và alum. Một số mỏ đá phiến dầu cũng chứa các kim loại như vanadi, kẽm, đồng, urani...
| Cấu trúc vô cơ                                                                           | Bitumen            | Kerogen                                                              |
| ---------------------------------------------------------------------------------------- | ------------------ | -------------------------------------------------------------------- |
| thạch anh; fenspat; sét (chủ yếu illit và clorit; cacbonat (canxít và dolomit); pyrit... | hoàn tan trong CS2 | không hòa tan trong CS2; chứa urani, sắt, vanadi, niken, molybden... |

## Thành tạo
Hầu hết các tầng đá phiến dầu hình thànhtrong giai đoạn kỷ Cambri giữa, kỷ Ordovic sớm và giữa, kỷ Devon muộn, kỷ Jura muộn và kỷ Paleogen. Các tầng này được hình thành từ sự tích tục vật chất hữu cơ trong nhiều môi trường lắng đọng khác nhau bao gồm nước ngọt đến các hồ muối, các bồn đại dương ven bờ và thềm dưới triều và được giới hạn trong các khu vực cửa sông như hồ móng ngựa, đầm lầy và các đầm lầy ven biển, và đất axít. Khi thực vật chết đi trong các môi trường nước kỵ khí như thế này, thì hàm lượng oxy thấp làm cho chúng không bị phân rã sinh học hoàn toàn.
Đối với các chất hữu cơ chưa bị phân rã được bảo tồn và hình thành đá phiến dầu, thì môi trường phải được duy trì không biến đổi trong các giai đoạn lâu dài để tạo thành các tầng tảo đủ dày. Đôi khi, đầm lầy tảo hoặc các môi trường nhỏ khác bị phá vỡ và sự tích tụ đá phiến dầu dừng lại. Bị chôn vùi bên dưới các trầm tích đè ở trên, các trầm tích tảo đầm lầy biến đổi vật liệu hữu cơ thành kerogen bởi các quá trình thành đà thông thường sau:
- Sự nén ép do các trầm tích phủ bên trên lớp than làm cho các chất hữu cơ bị nén chặt.
- Trải qua nén ép và tác dụng nhiệt làm giảm độ ẩm trong than bùn và từ cấu trúc bên trong tế bào của các thực vật bị hóa thạch, và loại bỏ phân tử nước.
- Methanogenesis tạo ra mêtan, loại bỏ hydro, một ít cacbon, và oxy.
- Khử nước loại bỏ các nhóm hydroxyl từ cellulose và các phân tử thực vật khác tạo ra than bị khử hydro và đá phiến dầu.[4]

Tương tự với quá trình hình thành than, các đá phiến dầu khác với than ở cách tồn tại. Các vật chất hữu cơ ban đầu trong đá phiến dầu và than khác nhau về ý nghĩa, theo đó đá phiến dầu có nguồn gốc từ tảo, nhưng cũng có thể bao gồm xác của các thực vật trên cạn có mạch nhiều hơn thành phần chất hữu cơ trong than. Nguồn gốc của chất hữu cơ trong đá phiến dầu còn chưa rõ do thiếu các cấu trúc sinh học để có thể nhận dạng được các tổ hợp ban đầu. Các vật liệu này có thể có nguồn gốc vi khuẩn hoặc các sản của tảo bị vi khuẩn phân hủy hoặc các vật chất hữu cơ khác.
Nhiệt độ và áp suất càng thấp trong quá trình thành đá so sánh với các cơ chế khác trong việc tạo ra hydrocarbon thì tạo ra đá phiến dầu có mức độ chín muồi càng thấp. Việc chôn vùi liên tục trong điều kiện chịu nung nóng và áp suất có thể tạo ra dầu và khí trong đá phiến dầu (đá mẹ).  Các mỏ lớn được tìm thấy trong các hồn cổ giống như các mỏ của hệ tầng sông Green, Wyoming và Utah, Hoa Kỳ.  Các bể đá phiến dầu tạo ra trong hồ lớn được tìm thấy trong các khu vực có đứt gãy khối tảng hoặc vỏ bị oằn do hoạt động kiến tạo sơn. Các trầm tích sông Green có bề dày gần 610m và có thể tạo ra gần 166 lít/tấn đá phiến dầu.
Các mỏ đá phiến dầu hình thành trong môi trường biển nông trên thềm lục địa thường mỏng hơn các mỏ trong các bồn trũng. Loại đặc biệt này chỉ dày vài mét nhưng bao phủ trên một diện rất rộng đến hàng ngàn km vuông. Trong ba loại đá phiến dầu chia theo đặc điểm thạch học thì đá phiến dầu silic thường được tìm thấy trong các môi trường này. Loại đá phiến dầu này không giàu vật chất như loại hình thành từ trầm tích hồ và nhìn chung thì không thể tạo ra hơn 30 gallon dầu/tấn đá phiến dầu. Các mỏ đá phiến dầu hình thành trong môi trường đầm phá và hồ nhỏ hiếm khi phát triển kéo dài và thường liên quan đến các đá chứa than.  Các đá phiến dầu loại này có thể tạo ra một lượng dầu tương đương 166 lít/tấn đá phiến dầu. Tuy nhiên, do bị giới hạn trong khu vực nhỏ nên chúng không thể xếp vào loại khai thác thương mại.
| Quốc gia       | Vị trí                                         | Kiểu                      | Tuổi        | Cacbon hữu cơ (%) | Sinh dầu (%) | Hệ số chuyển đổi dầu (%) |
| -------------- | ---------------------------------------------- | ------------------------- | ----------- | ----------------- | ------------ | ------------------------ |
| Úc             | Glen Davis, New South Wales                    | torbanit                  | Kỷ Permi    | 40                | 31           | 66                       |
| Úc             | Tasmania                                       | tasmanit                  | Kỷ Permi    | 81                | 75           | 78                       |
| Brasil         | Irati                                          | marinit                   | Kỷ Permi    |                   | 7,4          |                          |
| Brasil         | Thung lũng Paraíba                             | Đá phiến sét hồ           | Kỷ Permi    | 13-16,5           | 6,8-11,5     | 45-59                    |
| Canada         | Nova Scotia                                    | torbanit; lamosit         | Kỷ Permi    | 8-26              | 3,6-19       | 40-60                    |
| Trung Quốc     | Phú Thuận                                      | than nến; đá phiến sét hồ | Thế Eocen   | 7,9               | 3            | 33                       |
| Estonia        | Mỏ Estonia                                     | kukersit                  | Kỷ Ordovic  | 77                | 22           | 66                       |
| Pháp           | Autun, St. Hilarie                             | torbanit                  | Kỷ Permi    | 8-22              | 5-10         | 45-55                    |
| Pháp           | Creveney, Severac                              |                           | Toarcian    | 5-10              | 4-5          | 60                       |
| Nam Phi        | Ermelo                                         | torbanit                  | Permian     | 44-52             | 18-35        | 34-60                    |
| Tây Ban Nha    | Puertollano                                    | Đá phiến sét hồ           | Kỷ Permi    | 26                | 18           | 57                       |
| Thụy Điển      | Kvarntorp                                      | marinit                   | Paleozoi hạ | 19                | 6            | 26                       |
| Vương quốc Anh | Scotland                                       | torbanit                  | Kỷ Cacbon   | 12                | 8            | 56                       |
| Hoa Kỳ         | Alaska                                         |                           | Kỷ Jura     | 25-55             | 0,4-0,5      | 28-57                    |
| Hoa Kỳ         | Hệ tầng sông Green ở Colorado, Wyoming và Utah | lamosite                  | Thế Eocen   | 11-16             | 9-13         | 70                       |
| Hoa Kỳ         | Mississippi                                    | marinite                  | evonian     |                   |              |                          |